# Эрдэнэ (Дорноговь)
Эрдэнэ (монг. Эрдэнэ) — сомон в аймаке Дорноговь в юго-восточной Монголии.
Территория — 9 952,04 км², население — 2 395 человек (2009). Центр — поселок Улаан уул расположен в 109 км от Сайншанда и 572 км от Улан-Батора. Контрольно-пропускной пункт на границе с КНР в пос. Замын Ууд.
Административно разделён на 5 местных самоуправлений (баг). Имеется железнодорожный вокзал. Создаётся свободная экономическая зона.

## География
Долины: Бор нуруу, Чулуут, Мэлзэн, Бумбат, Олон овоо и др. Горы: Шивээнтолгой (1239 м), Эрдэнэ, Улаан уул, Дурвулжин, Цагаан хутул, Цагаан хад, песчаные барханы Бурдэн. Мало рек и озёр, в основном — равнинная местность.

## Климат
Климат — резко континентальный, средняя температура января −17-19 градусов, июня +22-23 градуса, в год в среднем в горах выпадает 100—140 мм осадков.

## Животный мир
Водятся архары, дикие козы, куланы, лисы, волки, косули, корсаки, зайцы.